# Michał Kwiatkowski
Michał Kwiatkowski   (Chełmża, 2 de juny de 1990) és un ciclista polonès, professional des del 2010. Actualment corre a l'equip Ineos Grenadiers.
En el seu palmarès destaca el campionat nacional en ruta del 2013, la Volta a l'Algarve del 2014, les Strade Bianche del 2014 i 2017, l'Amstel Gold Race del 2015, l'E3 Harelbeke del 2016, la Clàssica de Sant Sebastià del 2017 i, sobretot, el Campionat del món en ruta del 2014 i la Milà-Sanremo del 2017. Ha guanyat dues etapes al Tour de França el 2020 i 2023.

## Palmarès
- 2007
  - 1r a la Copa del món UCI júnior
  -  Campió d'Europa júnior en Ruta
  - 1r a la Copa del President de la Vila de Grudziądz i vencedor d'una etapa
  - 1r a la Copa de la Pau júnior i vencedor d'una etapa
  - 1r al Tour de la regió de Łódź i vencedor de 2 etapes
  - Vencedor de 2 etapes al Giro de la Lunigiana
  -  Medalla de plata al Campionat d'Europa de contrarellotge júnior
- 2008
  -  Campió del món júnior en contrarellotge
  -  Campió d'Europa júnior en Contrarellotge
  - 1r al Trofeu de la Ciutat d'Ivrea
  - 1r a la Copa de la Pau júnior i vencedor de 3 etapes
  - 1r al Trofeu Karlsberg i vencedor de 2 etapes
- 2009
  -  Campió de Polònia en ruta sub-23
  - Vencedor d'una etapa a la Volta a Eslovàquia
- 2012
  - Vencedor d'una etapa als Tres dies de Flandes Occidental
- 2013
  -  Campió de Polònia en ruta
- 2014
  -  Campió del món en ruta
  -  Campió de Polònia en contrarellotge
  - 1r al Trofeu Deià de la Challenge de Mallorca
  - 1r a la Volta a l'Algarve i vencedor de 2 etapes
  - 1r a la Strade Bianche
  - Vencedor d'una etapa al Tour de Romandia
  - Vencedor d'una etapa a la Volta a la Gran Bretanya i 1r de la classificació per punts
- 2015
  - 1r a l'Amstel Gold Race
  - Vencedor d'una etapa a la París-Niça
- 2016
  - 1r a l'E3 Harelbeke
- 2017
  -  Campió de Polònia en contrarellotge
  - 1r a la Strade Bianche
  - 1r a la Milà-Sanremo
  - 1r a la Clàssica de Sant Sebastià
- 2018
  -  Campió de Polònia en ruta
  - 1r a la Volta a l'Algarve i vencedor de 2 etapes
  - 1r a la Tirrena-Adriàtica
  - 1r a la Volta a Polònia i vencedor de 2 etapes
  - Vencedor d'una etapa al Critèrium del Dauphiné
- 2020
  - Vencedor d'una etapa al Tour de França
- 2022
  - 1r a l'Amstel Gold Race
- 2023
  -  Campió de Polònia en contrarellotge
  - Vencedor d'una etapa al Tour de França
- 2025
  - 1r a la Jaén Paraíso Interior

### Resultats al Giro a Itàlia
- 2012. 136è de la classificació general

### Resultats al Tour de França
- 2013. 11è de la classificació general
- 2014. 28è de la classificació general
- 2015. Abandona (17a etapa)
- 2017. 57è de la classificació general
- 2018. 49è de la classificació general
- 2019. 83è de la classificació general
- 2020. 30è de la classificació general. Vencedor d'una etapa
- 2021. 68è de la classificació general
- 2023. 49è de la classificació general. Vencedor d'una etapa
- 2024. 54è de la classificació general. Vencedor d'una etapa

### Resultats a la Volta a Espanya
- 2016. Abandona (7a etapa)
- 2018. 43è de la classificació general